# Rue des Moulins (Reims)
Pour les articles homonymes, voir Rue des Moulins.
La rue des Moulins est une rue de la commune de Reims, dans le département de la Marne, en région Grand Est.

## Situation et accès
La rue des Moulins est comprise entre la rue Gambetta et le boulevard du Docteur-Henri-Henrot. La rue appartient administrativement au quartier Quartier Barbâtre - Saint-Remi - Verrerie.

## Origine du nom
La rue trouve son origine dans les moulins installés le long de la Vesle. Il y eut jusqu’à 28 moulins, actionnés par le courant de la Vesle. Ils appartenaient en majeure partie au clergé.

## Historique
Ancienne rue du Moulin, en 1765, et rue de Moulin, en 1829.

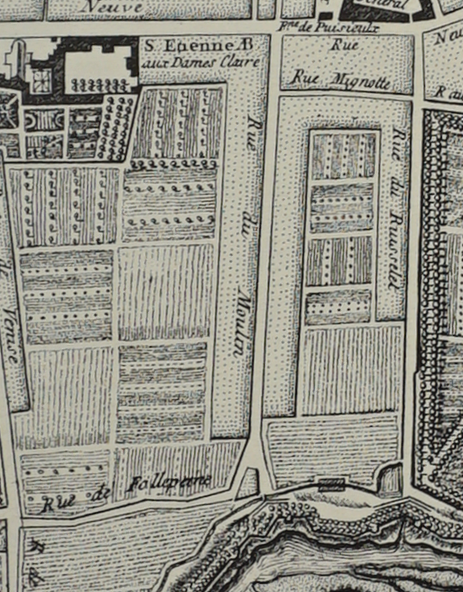
La rue des Moulins en 1775 sur le plan Moithey, un moulin sur le rempart en bas du dessin.

## Bâtiments remarquables et lieux de mémoire
- n°18 immeuble dit « Goldorak » construit en 1993 par les architectes Lipa & Serge Goldstein à la demande de l'Effort Rémois[1],
- Bâtiment de la cour d’appel de Reims,
- Sculpture de Robert Fachard dans l’entrée de la cour d’appel de Reims[2].

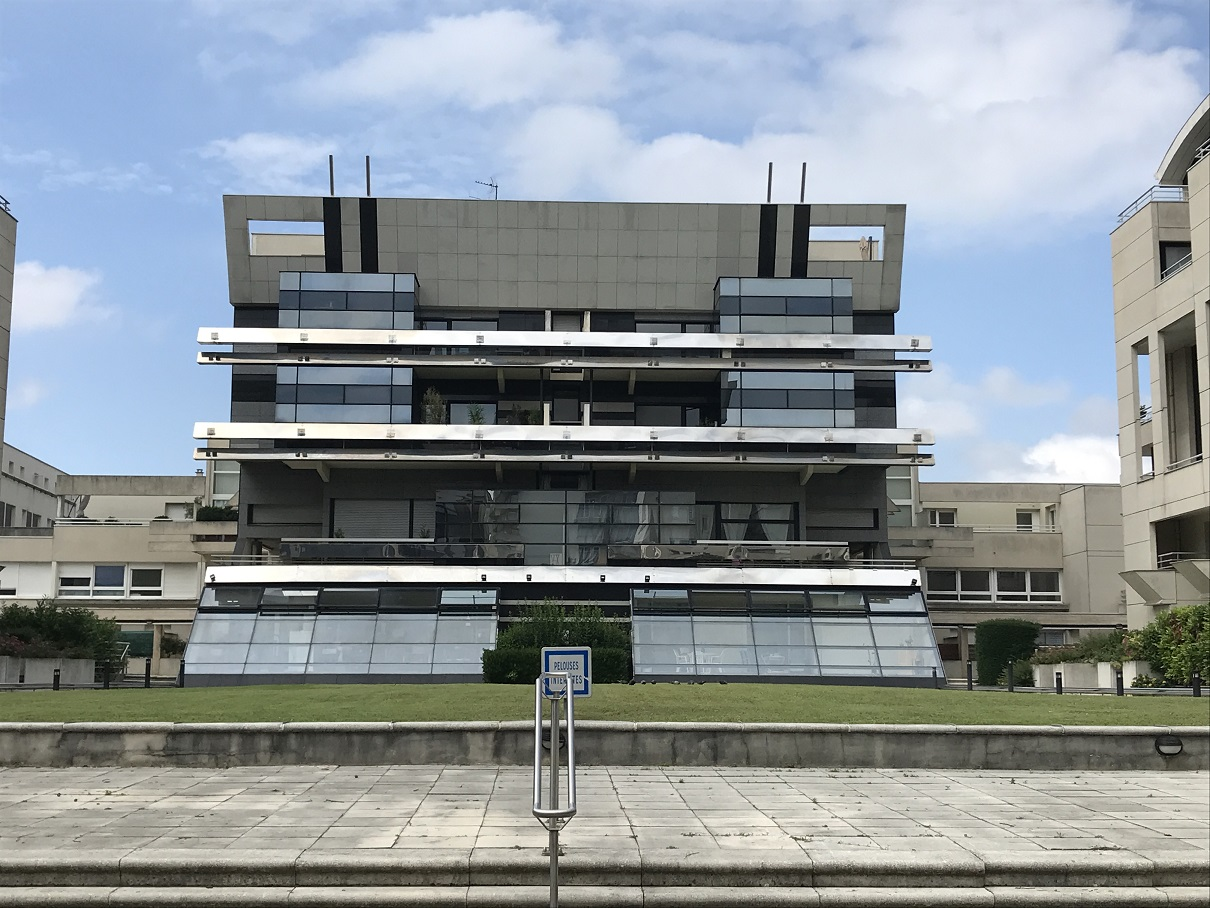
Immeuble dit Goldorak.